# Change Me (album)
Pour les articles homonymes, voir Change Me.
Albums de Wang Lee-hom
Heroes of Earth
(2005) Heart Beat
(2008)
Change Me (chinois simplifié: 改变自己; pinyin: Gǎibìan Zìjǐ) est le quatorzième album studio du chanteur taïwano-américain Wang Lee-hom, paru en 2007. Il est sorti officiellement le 13 juillet 2007 par Sony Music Entertainment Taïwan en Taïwan. L'album a vendu plus de un million d'exemplaires un mois après sa sortie.
Cet album comprend un duo avec Selina Ren du groupe taïwanais S.H.E, You Are the Song in My Heart où pour la toute première fois, on entend Wang Lee-hom chanter dans le dialecte taïwanais. Inspiré par le thriller Lust, Caution d'Ang Lee, dans lequel il joue le rôle de Kuang Yu Min, Wang Lee-hom compose la chanson Falling Leaf Returns to Root (落葉歸根). Son nom a été remplacé par le pseudonyme Kuang Yu Min au lieu de Wang Lee-hom en tant que compositeur de la chanson. 

## Liste des chansons
1. Intro
2. "Change Me" (改變自己 Gǎibìan Zìjǐ)
3. "Falling Leaf Returns to Roots" (落葉歸根 Luòyèguīgēn)
4. "Preface of Composed Work" (創作前言 Chùangzùo Qíanyán)*
5. "Our Song" (我們的歌, Wǒmen de Gē)
6. "You Are a Song in My Heart" (你是我心内的一首歌, Nǐ Shì Wǒ Xīnnèi de Yī Shǒugē) (featuring Selina Ren)
7. "Where's the Love" (愛在哪裡, Aì Zaì Nǎlǐ)
8. "Cockney Girl"
9. "Incomplete Melody" (不完整的旋律, Bù Wánzhěng de Xúanlǜ)
10. "Love's Praise" (愛的鼓勵, Aì de Gǔlì)
11. "Long Live Chinese People" (華人萬歲, Húarén Wànsùi)
12. "Saturday Midnight" (星期六的深夜, Xīngqīliù de Shēnyè)

## Historique des sorties
| Pays      | Date            | Label                           |
| --------- | --------------- | ------------------------------- |
| Taïwan    | 13 juillet 2007 | Sony Music Entertainment Taïwan |
| Thaïlande | 19 juillet 2007 | Sony Music Entertainment Taïwan |

## Classement
| Date de sortie  | Classement / Pays | Meilleur position | Semaines en tête |
| --------------- | ----------------- | ----------------- | ---------------- |
| 13 juillet 2007 | G-music Top 20    | 1                 | 15 semaines      |